# Ligne 7 du tramway d'Île-de-France
La ligne 7 du tramway d'Île-de-France, plus souvent simplement nommée T7, est une ligne exploitée par la Régie autonome des transports parisiens qui a été mise en service le 16 novembre 2013.
Elle relie la station de métro Villejuif - Louis Aragon à la ville d'Athis-Mons (station Porte de l'Essonne), en suivant largement le tracé de la route nationale 7. Elle dessert au passage le marché de Rungis, ainsi que les zones de fret et le terminal 4 de l'aéroport d'Orly. Un prolongement ultérieur d'Athis-Mons à la gare RER de Juvisy-sur-Orge est prévu, avec un démarrage des travaux prévu en 2023.

Plan schématique de la ligne T7.

## Histoire

### Chronologie
- novembre 2000 : la concertation préalable est organisée.
- 10 octobre 2002 : le Syndicat des transports d'Île-de-France (STIF) approuve le schéma de principe.
- du 29 décembre 2003 au 7 février 2004 : l'enquête publique est organisée.
- 1er février 2005 : l'arrêté d’utilité publique est publié.
- 13 décembre 2006 : le STIF approuve la convention de financement[2].
- Début 2009 à 2013 : les travaux de réalisation de la ligne se déroulent.
- 16 novembre 2013 : la ligne est mise en service entre Villejuif - Louis Aragon et Porte de l'Essonne[3],[4].

### Tramway nommé T7

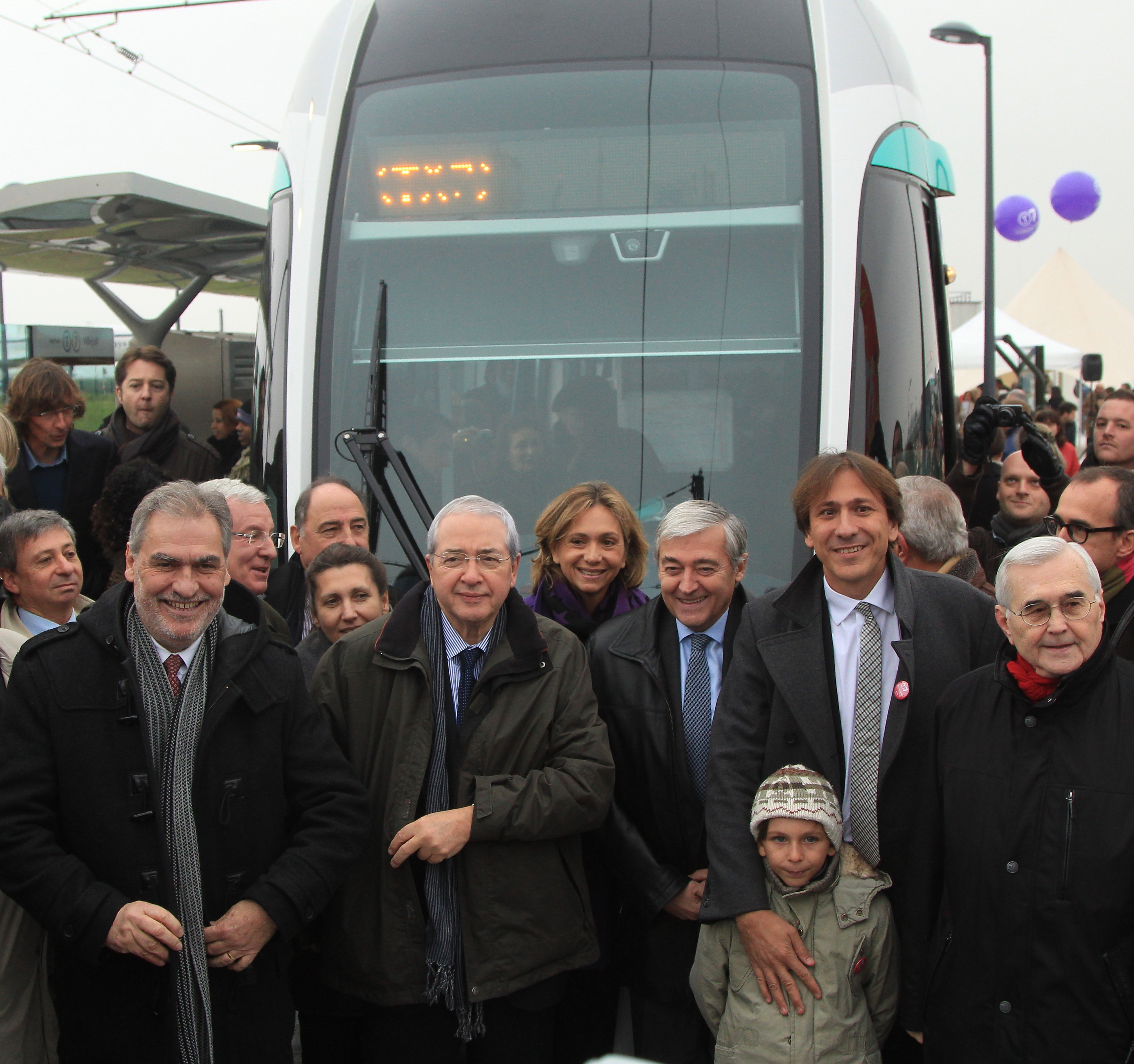
Les élus et le président de la RATP posent devant la rame qui les a emmenés jusqu'au terminus Porte de l'Essonne.

Le 11 février 2009, le Syndicat des transports d'Île-de-France (STIF) décide d'attribuer le numéro 7 à cette ligne.
La même année, les travaux débutent sous le pilotage du STIF, en tant qu’autorité organisatrice des transports en Île-de-France.
Le 29 juin 2011, la première soudure de rail est réalisée.
Durant le premier semestre 2011, les travaux d'aménagement débutent : ils consistaient à préparer le terrain, en déplaçant les obstacles (îlots centraux, mobilier urbain, végétaux, réseaux concessionnaires…) et en installant la signalisation. Ils ont également compris la première phase de requalification de la route départementale no 7. Ils regroupent les aménagements urbains, les travaux d’infrastructure et ceux du système de transport (ouvrages d’art, site de remisage et de maintenance, voies tramway, alimentation électrique, etc.). Ils dureront jusqu'au début de l'année 2013.
Le 28 janvier 2011, la commande du matériel roulant de la ligne a été passée auprès du constructeur Alstom, de tramways Citadis. Le marché global comprend deux tranches : la première tranche commandée concerne 19 rames Citadis destinées à la ligne T7. Une deuxième tranche, levée ultérieurement, comporte 20 rames supplémentaires pour la ligne T8. Des options pourront à terme porter le marché à 70 rames.
Le 7 novembre 2011, le STIF, la RATP, la Banque européenne d’investissement et le groupe BPCE ont présenté le contrat de crédit-bail destiné à financer les nouveaux matériels roulants des lignes de tramway T3, T5, T6, T7 et T8. À cette occasion, le design des tramways destinés aux lignes T7 et T8 a été présenté à la presse,.
À partir de la fin 2012, les essais sont réalisés, étape préalable à l’exploitation commerciale de la ligne, jusqu'à la date de mise en service commerciale de la ligne. Après l’arrivée de la première rame, en parallèle de la fin des travaux, se succéderont pendant près d’un an les essais de rames, la formation des conducteurs puis les essais de ligne, également dénommés « marches à blanc »,.
En juin 2013, les noms définitifs des dix-huit stations de la ligne sont dévoilés au public :

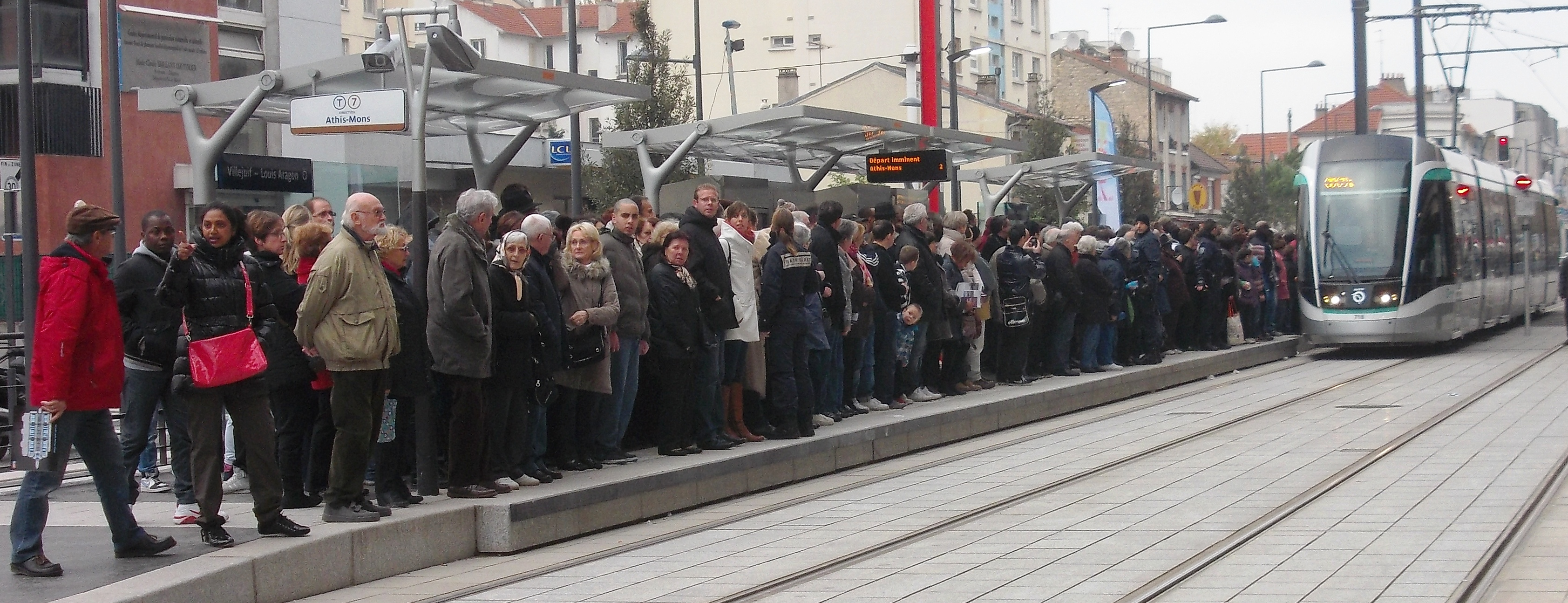
Affluence à la station Villejuif - Louis Aragon le jour de l'inauguration le 16 novembre 2013.

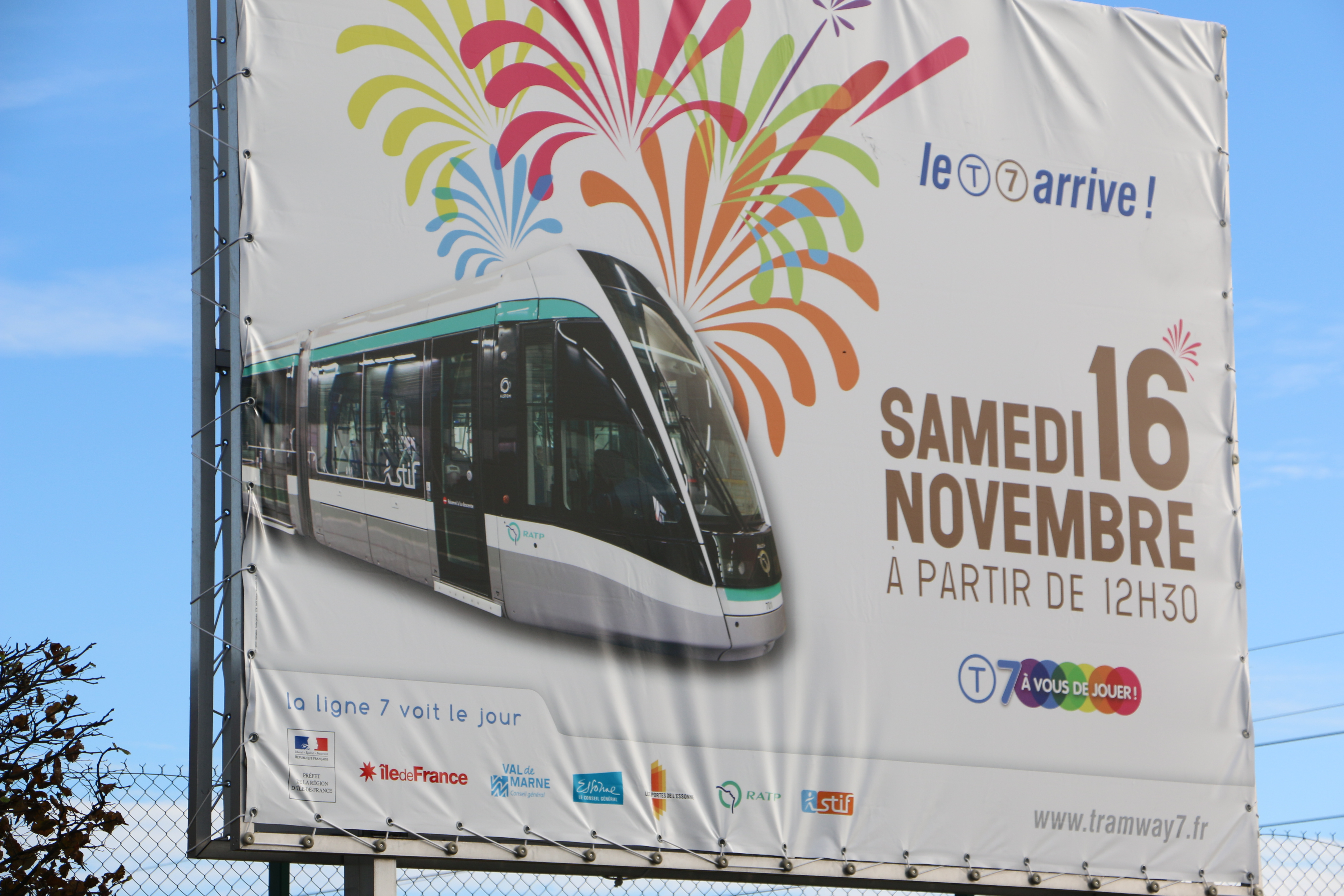
Affiche annonçant l'arrivée du T7.

La marche à blanc se déroule du lundi 14 octobre 2013 au vendredi 15 novembre 2013 : la ligne fonctionne normalement, aux mêmes heures et à la même fréquence que lorsque la ligne sera mise en service, mais sans prendre de voyageurs à bord.
Le 16 novembre 2013, la ligne est inaugurée et mise en service entre Villejuif - Louis-Aragon et Porte de l'Essonne, date prévue depuis un mois environ, conformément au dernier calendrier officiel.
La réalisation du T7, hors matériel roulant, a coûté 318,3 millions d'euros (valeur janvier 2006), cofinancé dans le cadre des contrats de plan et de projets État/Région. Il associe la région Île-de-France (73,6 %), le Conseil général du Val-de-Marne (17 %), le Conseil général de l’Essonne (3,8 %), l’État (3,2 %), la Communauté d’agglomération Les Portes de l’Essonne (0,8 %) et la RATP (1,6 %). Le coût du matériel roulant s’est élevé à la somme de 48 millions d’euros (valeur 2011), financé par le STIF, dans le cadre d’un accord RATP/STIF sur le financement par crédit-bail des rames du tramway, pour un montant final de 49,5 millions d'euros.

## Tracé et stations

### Tracé

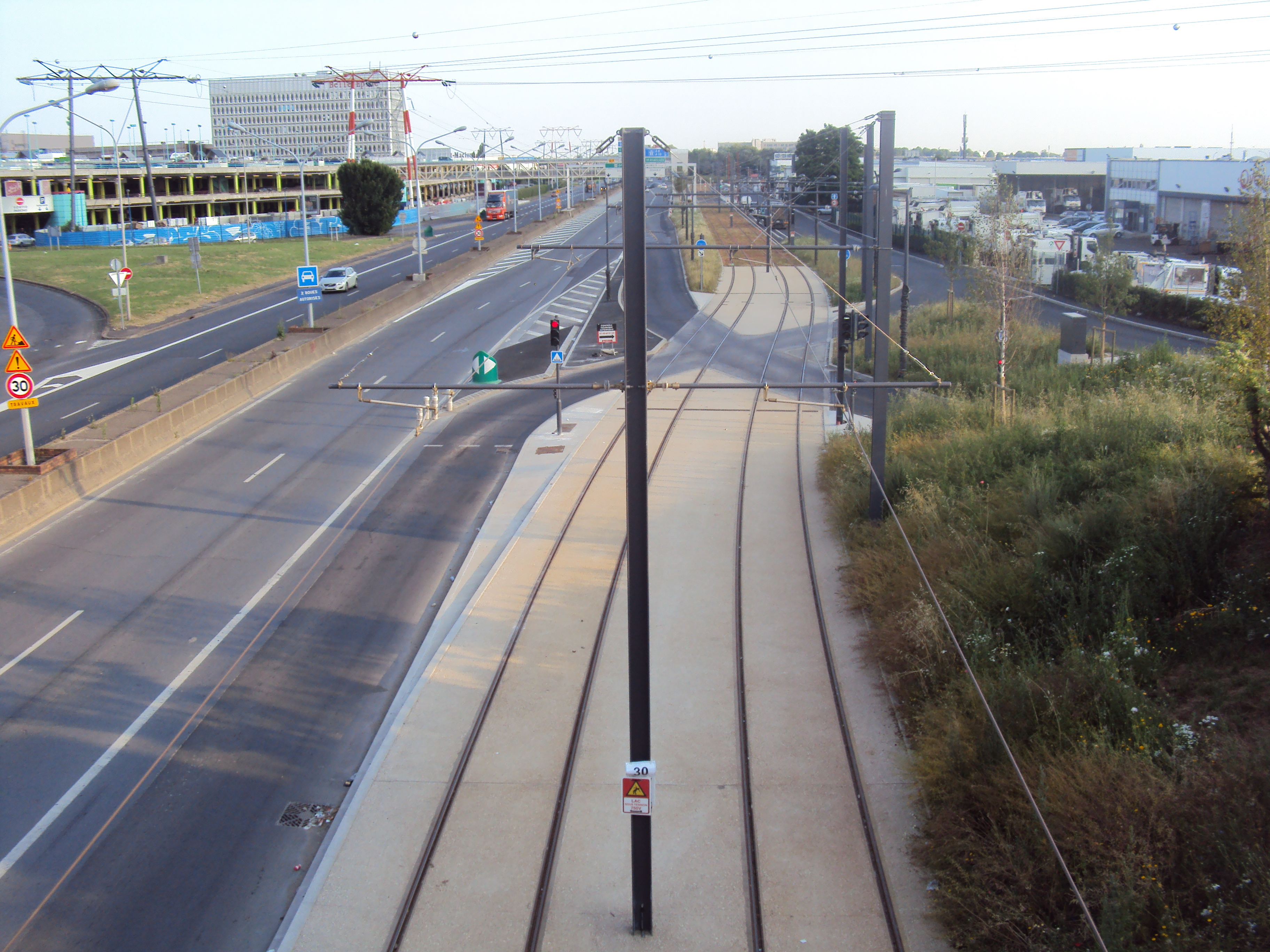
Le chantier au voisinage du centre commercial Belle Épine en juillet 2013.

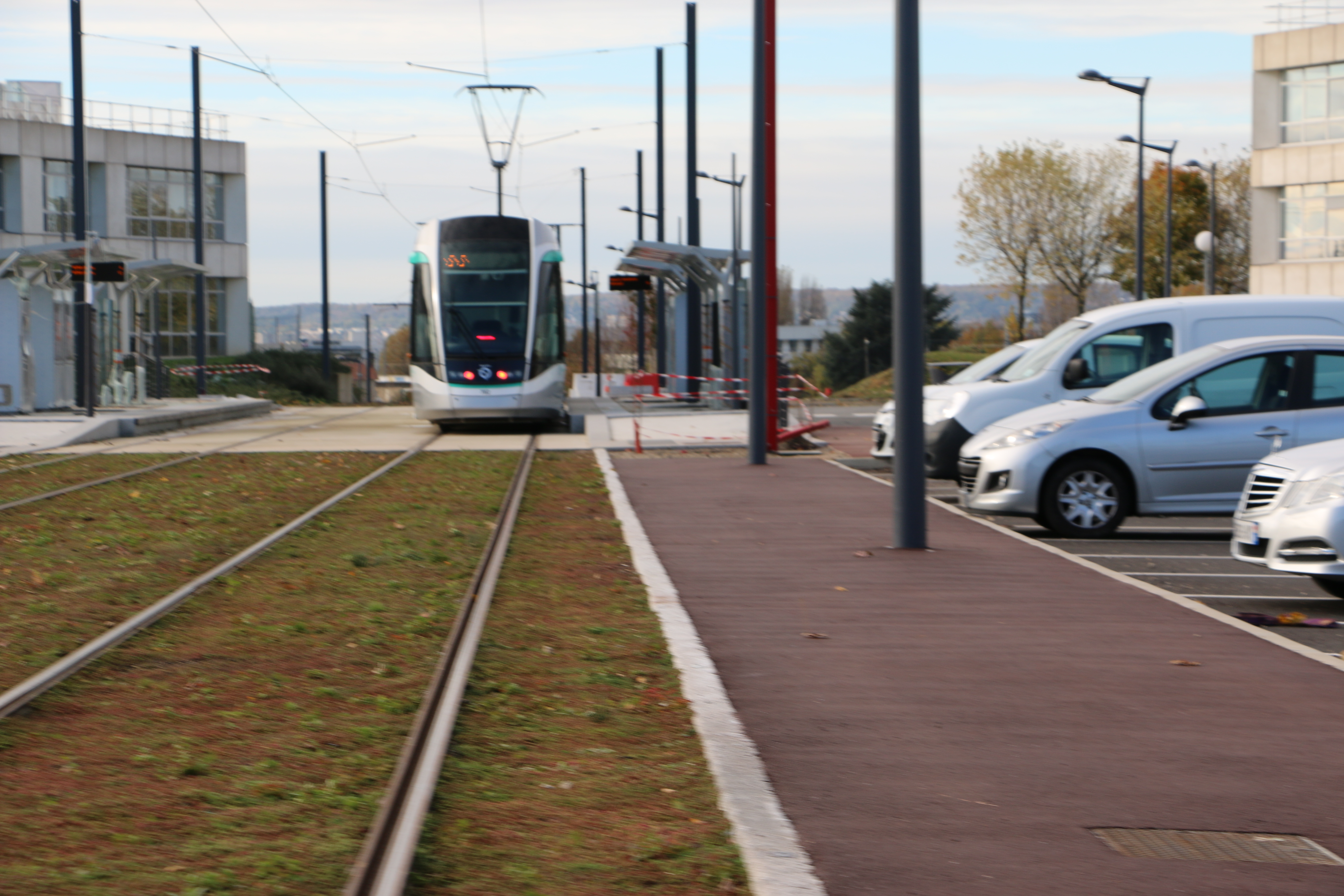
Tramway T7 à la station Hélène Boucher durant les essais.

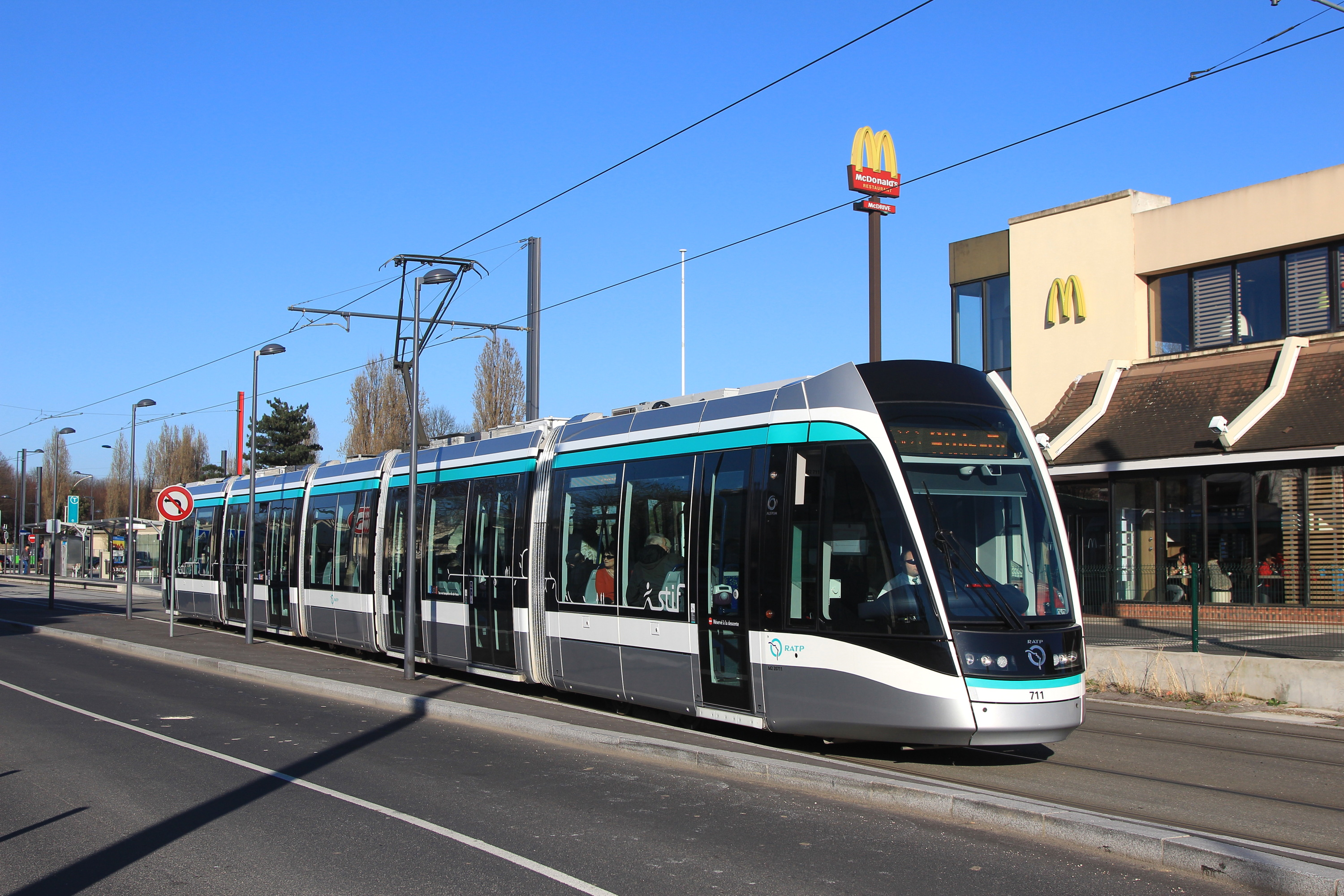
Une rame quitte la station Auguste Perret : à partir de cet endroit, la ligne s'écarte de l'ancienne route nationale 7.

La ligne T7, longue de 11,2 kilomètres, dessert dix-huit stations réparties sur le territoire des communes de Villejuif, L'Haÿ-les-Roses, Vitry-sur-Seine, Chevilly-Larue, Thiais, Rungis, Orly, Paray-Vieille-Poste, Villeneuve-le-Roi et Athis-Mons mais certaines stations sont implantées à la limite entre ces territoires.
Elle suit largement le tracé de l'ancienne route nationale 7, sur laquelle elle dessert en particulier le centre commercial régional Belle Épine et le terminal 4 de l'aéroport d'Orly. La ligne T7 se déporte néanmoins vers l'ouest de l'ex-route nationale pour mieux desservir le marché d'intérêt national de Rungis, les zones d'activité de Rungis dont la plate-forme logistique SOGARIS, le parc tertiaire SILIC (350 sociétés et 16 000 emplois) et les zones de fret de l'aéroport d'Orly.
La réalisation de la ligne a nécessité la réalisation de trois ouvrages d’art dont une passerelle piétonne, de six postes de transformation électrique ainsi que d'un site de maintenance et de remisage.

### Liste des stations
|  |   |  | Station                                   | Lat/Long                    | Zone | Communes                               | Correspondances |
|  | - |  | ----------------------------------------- | --------------------------- | ---- | -------------------------------------- | --------------- |
|  | ■ |  | Villejuif - Louis Aragon                  | 48° 47′ 14″ N, 2° 22′ 03″ E | 3    | Villejuif                              | (M) · (7)       |
|  | • |  | Lamartine                                 | 48° 46′ 57″ N, 2° 22′ 02″ E | 3    | Villejuif                              |                 |
|  | • |  | Domaine Chérioux                          | 48° 46′ 44″ N, 2° 22′ 02″ E | 3    | Vitry-sur-Seine Chevilly-Larue         |                 |
|  | • |  | Moulin Vert                               | 48° 46′ 20″ N, 2° 22′ 04″ E | 3    | Vitry-sur-Seine Chevilly-Larue, Thiais |                 |
|  | • |  | Bretagne                                  | 48° 46′ 06″ N, 2° 22′ 05″ E | 3    | Chevilly-Larue, Thiais                 |                 |
|  | • |  | Auguste Perret Cimetière Parisien         | 48° 45′ 49″ N, 2° 22′ 05″ E | 3    | Chevilly-Larue                         |                 |
|  | • |  | Chevilly-Larue Marché International       | 48° 45′ 35″ N, 2° 21′ 59″ E | 3    | Chevilly-Larue                         | Tvm             |
|  | • |  | La Belle Épine                            | 48° 45′ 24″ N, 2° 22′ 07″ E | 3    | Rungis, Thiais                         |                 |
|  | • |  | Place de la Logistique Plateforme Sogaris | 48° 45′ 11″ N, 2° 21′ 43″ E | 3    | Rungis                                 |                 |
|  | • |  | Porte de Rungis                           | 48° 45′ 09″ N, 2° 21′ 18″ E | 3    | Rungis                                 |                 |
|  | • |  | Saarinen Parc Silic Nord                  | 48° 45′ 01″ N, 2° 21′ 15″ E | 3    | Rungis                                 |                 |
|  | • |  | Robert Schuman Parc Silic Centre          | 48° 44′ 48″ N, 2° 21′ 11″ E | 4    | Rungis                                 |                 |
|  | • |  | La Fraternelle                            | 48° 44′ 30″ N, 2° 21′ 10″ E | 4    | Rungis                                 | (RER) · (C)     |
|  | • |  | Hélène Boucher Orlytech                   | 48° 44′ 23″ N, 2° 21′ 45″ E | 4    | Paray-Vieille-Poste                    |                 |
|  | • |  | Caroline Aigle Orlyfret                   | 48° 44′ 12″ N, 2° 22′ 11″ E | 4    | Orly                                   |                 |
|  | • |  | Cœur d'Orly                               | 48° 43′ 56″ N, 2° 22′ 19″ E | 4    | Orly                                   |                 |
|  | • |  | Aéroport d'Orly                           | 48° 43′ 44″ N, 2° 22′ 06″ E | 4    | Paray-Vieille-Poste                    | Orlyval         |
|  | ■ |  | Porte de l'Essonne                        | 48° 42′ 51″ N, 2° 22′ 18″ E | 4    | Athis-Mons                             |                 |

Les stations en gras servent de départ ou de terminus à certaines missions. Les coordonnées sont approximatives.

### Intermodalité
Le T7 croise plusieurs lignes de transport sur son parcours, offrant des correspondances directes. Le terminus de Villejuif-Louis Aragon permet de rejoindre la ligne 7 du métro, tandis que la station Chevilly-Larue permet d'emprunter la ligne 14 du métro et la ligne de bus TVM. L'accès au RER C est disponible grâce à la liaison avec la gare de Rungis - La Fraternelle et enfin, la desserte de l'aéroport d'Orly offre des correspondances avec la ligne 14, l'OrlyVal et l'OrlyBus avant la fin de l'exploitation de la ligne de bus le 3 mars 2025.

## Exploitation de la ligne

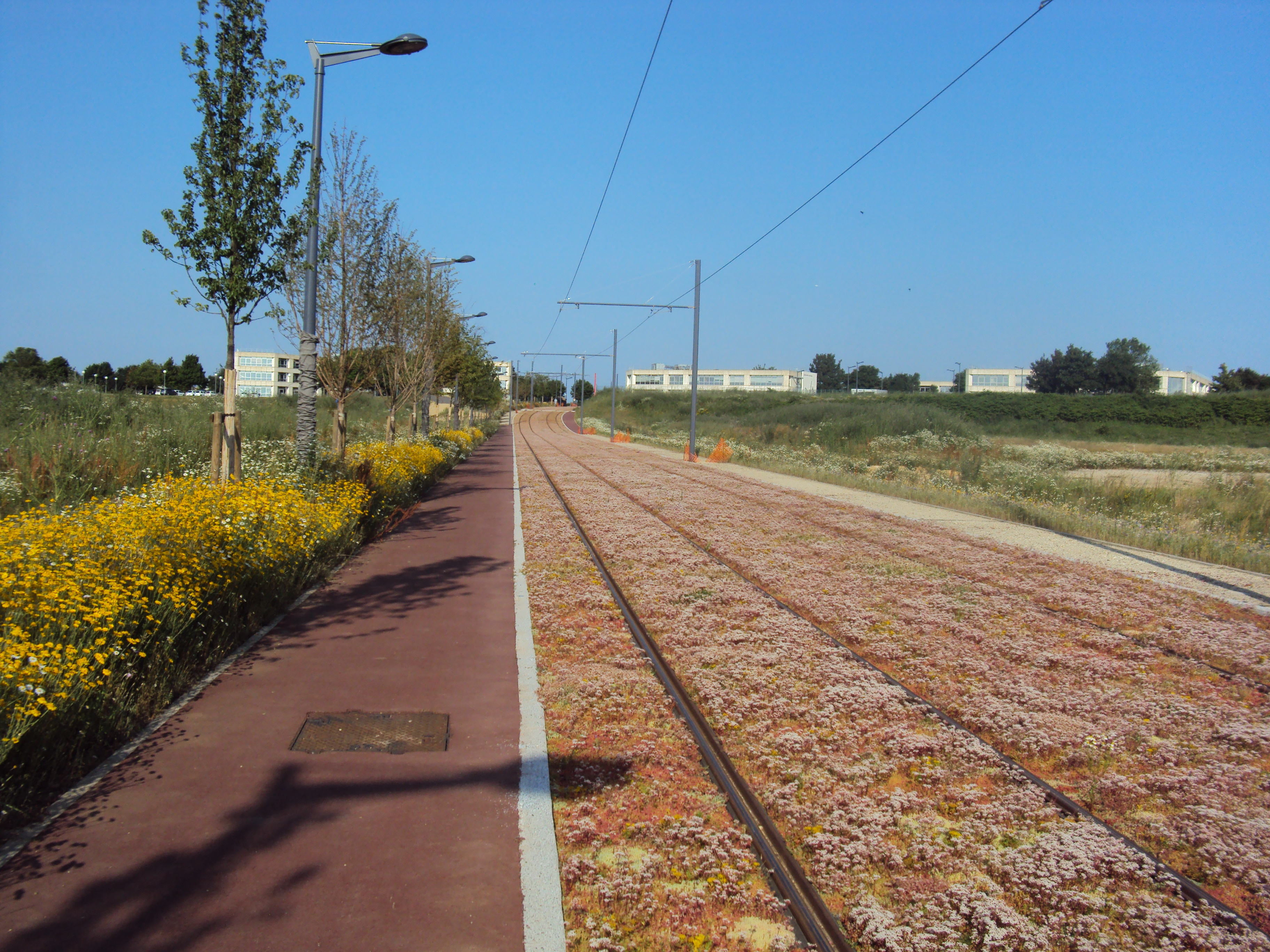
Les voies entre Hélène Boucher et La Fraternelle.

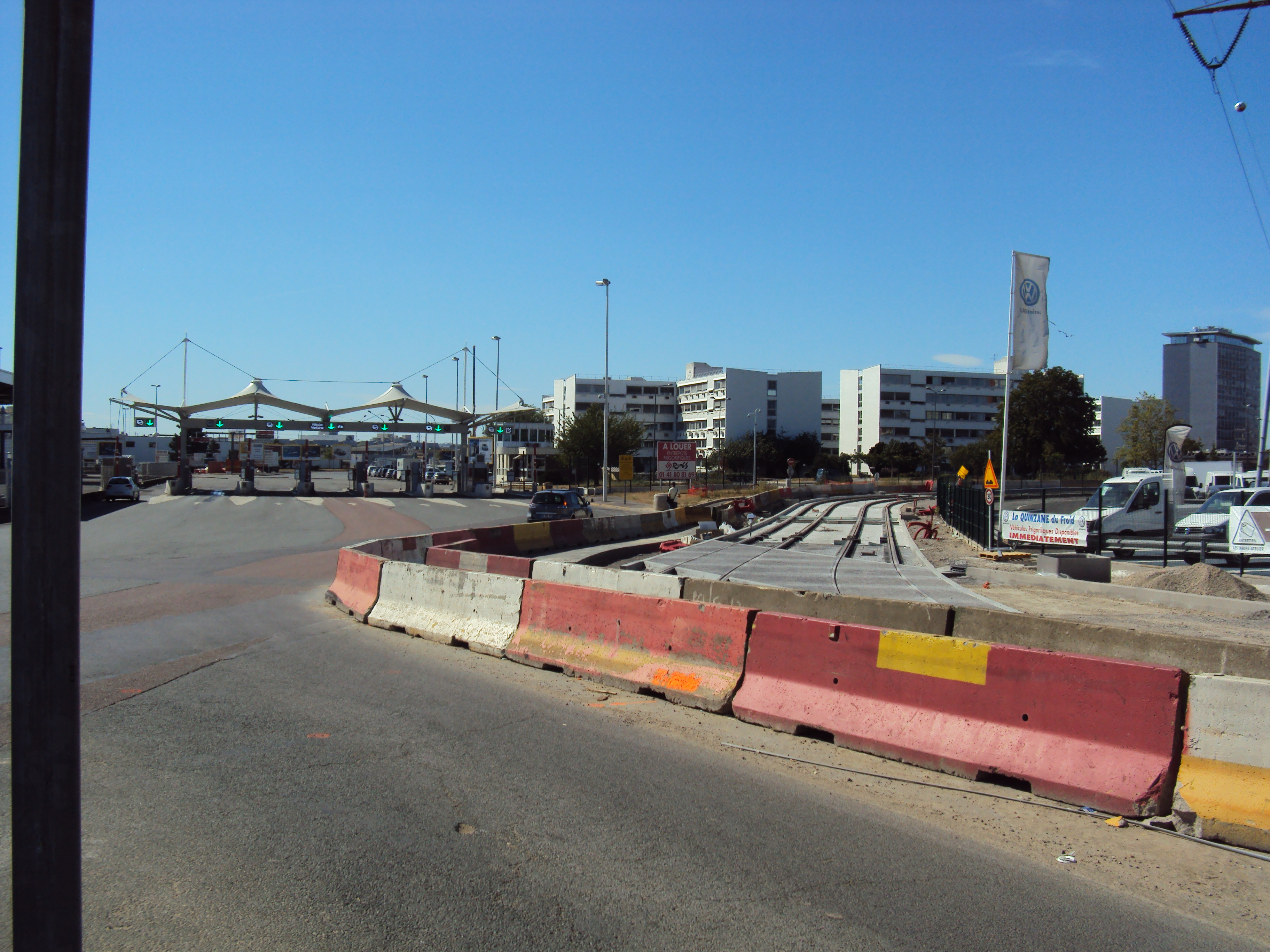
Travaux du tramway à Thiais en août 2012.

Le T7 est une ligne de tramway d'Île-de-France exploitée par la Régie autonome des transports parisiens (RATP). Elle fonctionne de 5 h 30 à 0 h 30 du lundi au samedi et de 6 h 30 à 0 h 30 les dimanches et fêtes. Les tramways relient Villejuif-Louis-Aragon à Porte de l'Essonne en un peu plus de 30 minutes, grâce à une vitesse commerciale moyenne de 20 km/h.

### Offre commerciale
En 2013, l'offre commerciale de la ligne T7 varie en fonction du moment de la journée, de la semaine et de l'année, de la manière suivante :
De septembre à juin, elle comprend :
- du lundi au vendredi :
  - Hors vacances scolaires, un tramway toutes les six minutes aux heures de pointe (de 6 h 45 à 9 h 30 et de 16 h 30 à 19 h 30), toutes les huit à dix minutes aux heures creuses puis toutes les quinze à vingt minutes après 21 h ;
  - En période de petites vacances scolaires, un tramway toutes les sept à huit minutes aux heures de pointe (de 6 h 45 à 9 h 30 et de 16 h 30 à 19 h 30), toutes les huit à dix minutes aux heures creuses puis toutes les quinze à vingt minutes après 21 h ;
- le samedi, un tramway toutes les dix minutes le matin, toutes les huit minutes l’après-midi, puis tous les vingt minutes en soirée ;
- les dimanches et fêtes, un tramway tous les quarts d'heure le matin et l’après-midi, toutes les vingt minutes en soirée.

En juillet, elle comprend :
- du lundi au vendredi, un tramway toutes les huit à neuf minutes aux heures de pointe, toutes les dix minutes aux heures creuses, puis toutes les vingt minutes en soirée ;
- le samedi, un tramway toutes les onze à quatorze minutes le matin, toutes les dix minutes l'après-midi, puis toutes les vingt minutes en soirée ;
- les dimanches et fêtes, un tramway tous les vingt minutes le matin, tous les quarts d'heure l’après-midi, puis toutes les vingt minutes en soirée.

En août, elle comprend :
- du lundi au vendredi, un tramway toutes les neuf minutes aux heures de pointe, toutes les onze minutes aux heures creuses, puis toutes les vingt minutes en soirée ;
- le samedi, un tramway tous les quarts d'heure le matin et toutes les onze minutes l'après-midi, puis toutes les vingt minutes en soirée ;
- les dimanches et fêtes, un tramway toutes les vingt minutes le matin et en soirée, et toutes les dix-huit minutes l'après-midi.

### Matériel roulant

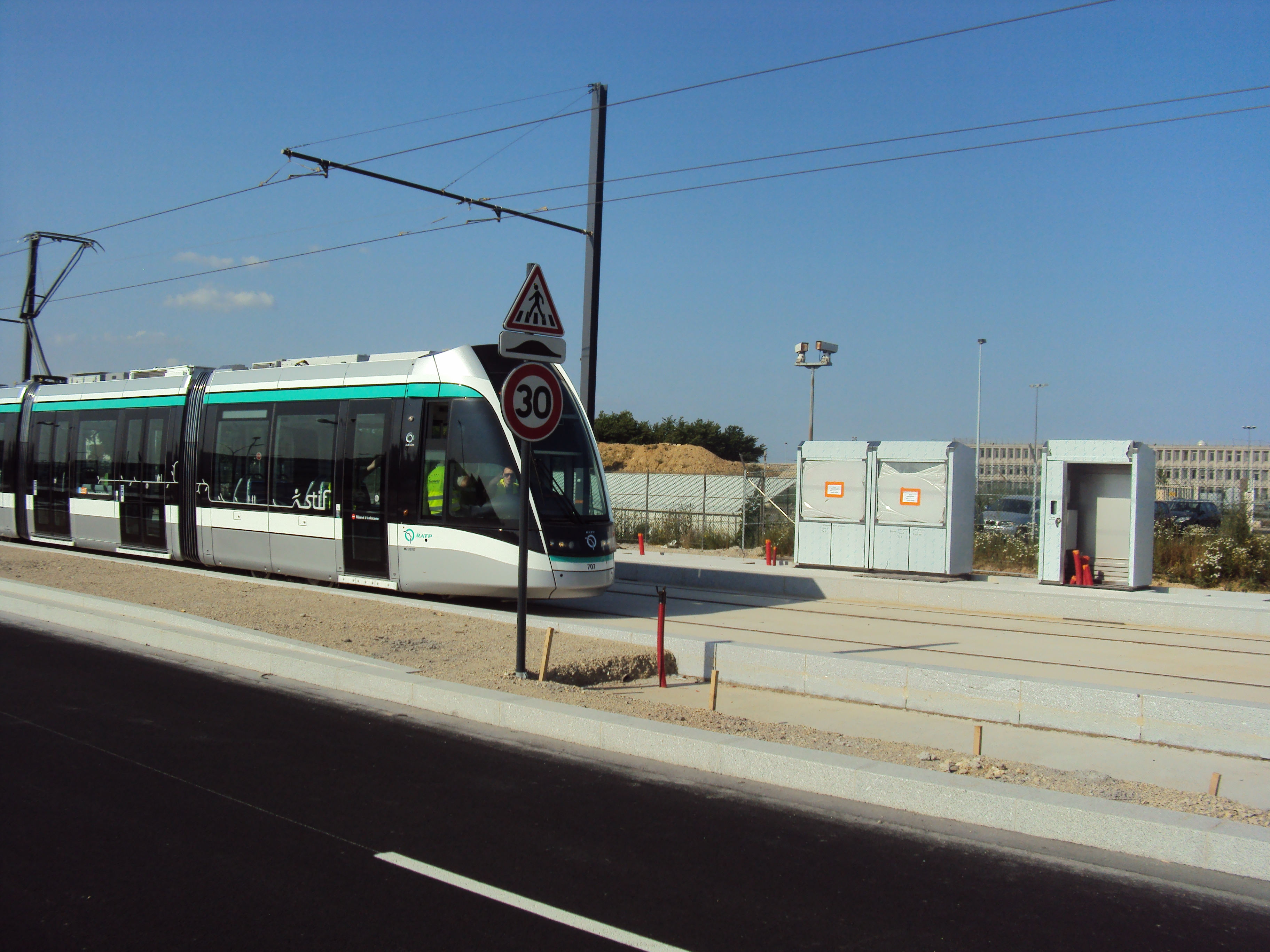
Une rame Citadis pendant les essais de la ligne.

La ligne de tramway T7 est équipée de dix-neuf rames  Citadis 302 (avec une décoration et une face avant différente de celles du T2), du constructeur Alstom, de 32,7 m de long et de 2,4 m de large,. La 19e et dernière rame a été livrée le jour de l'inauguration et correspond à la 1500e rame Citadis produite par Alstom. Ces rames sont équipées de compteurs de voyageurs, de caméras de vidéosurveillance et d'écrans d'information en temps réel de l'avancement du trajet et des correspondances. Elles peuvent transporter 200 voyageurs dont 54 assis. Douze rames supplémentaires viendront compléter le parc afin de permettre le prolongement de la ligne à Juvisy-sur-Orge,. Elles seront issues du parc du T8, qui recevra de nouvelles rames pour compenser ce transfert.

### Conduite et signalisation
La conduite sur la ligne se fait en « conduite à vue ». On trouve seulement des panneaux de limitation de vitesse, des signaux de protection d'itinéraires et des signaux protégeant le franchissement des carrefours. Pour ces derniers, la voirie est équipée de signaux tricolores classiques de type R11 tandis que la ligne est équipée de signaux de type R17 et R18 associés à la signalisation routière.
Sur un fond noir, une barre horizontale de couleur blanche signale l'arrêt, un rond blanc annonce un signal d'arrêt et une barre verticale blanche la voie libre. Une signalisation d'aide à l'exploitation complète ces signaux, un losange lumineux signalant la prise en charge de la demande de priorité au carrefour.
Les signaux de protection d'itinéraires ou signaux d'exploitation se situent avant les appareils de voies (aiguillages). Les panneaux de limitation de vitesse se présentent quant à eux comme des panneaux carrés avec des chiffres noirs sur fond blanc. Enfin, les indicateurs de coupure de courant sont implantés en amont de chaque secteur d'alimentation de la ligne aérienne de contact (LAC). Deux ronds blancs alignés en position verticale annoncent une ligne alimentée, alignés en position horizontale une ligne non alimentée.

### Accidents
Le 27 février 2019, vers 13 heures 20, un autobus de la compagnie Albatrans circulant sur la ligne 91.10 ne respecte pas la priorité du tramway et percute une rame du T7 entre les arrêts Hélène Boucher et Caroline Aigle. Le choc fait dérailler la rame du tramway sur quelques mètres. Onze blessés légers, tous passagers du bus, sont à déplorer.

### Ateliers

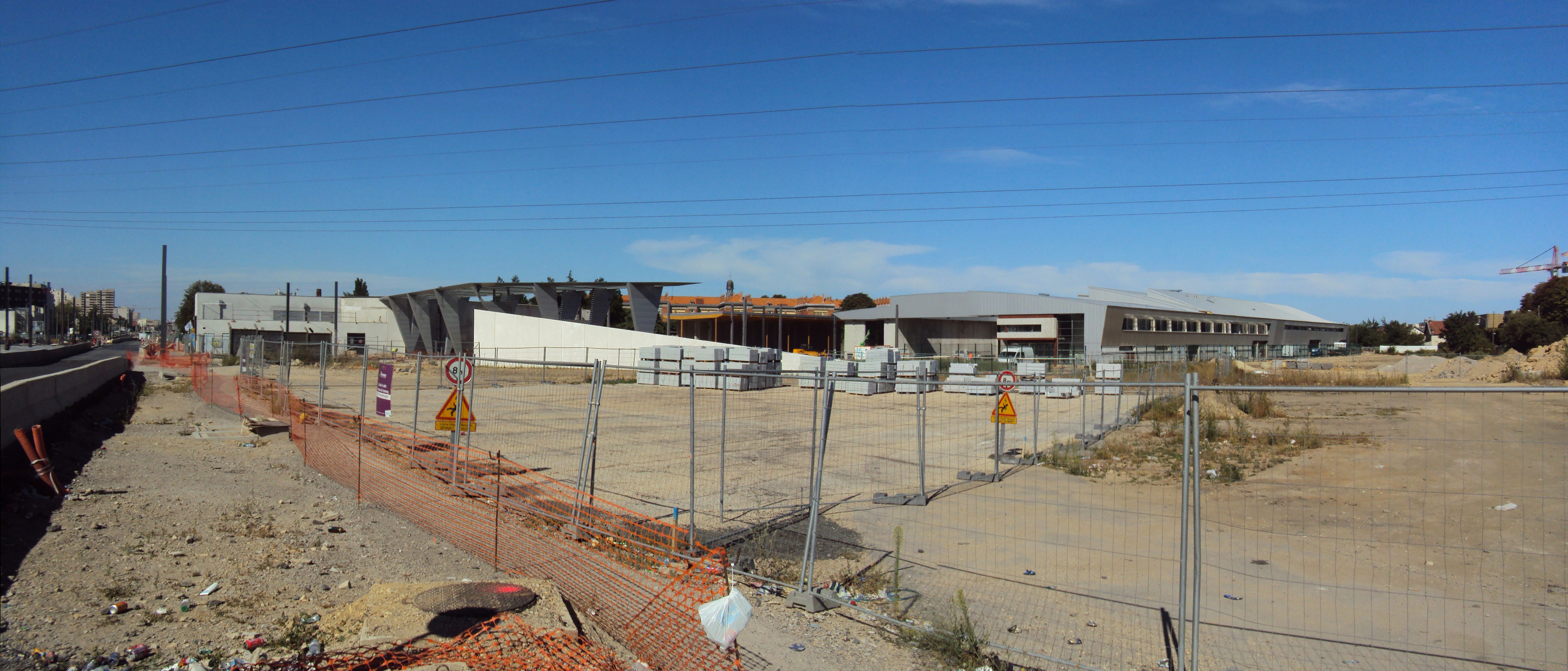
Vue des ateliers en travaux.

Les dix-neuf rames Citadis 302 sont entretenues et remisées au sein du site de maintenance et remisage (SMR) de Vitry-sur-Seine (48° 46′ 25″ N, 2° 22′ 05″ E). D'une surface de 24 000 m2, il accueille les infrastructures nécessaires aux fonctions d'exploitation (poste de contrôle, bureaux, salle de réunion, locaux du personnel…), de remisage (stationnement des rames) et de maintenance (hall de réparation et d’entretien, station service et station de lavage) des tramways. Ses bâtiments répondent à des critères de construction « Basse consommation » et de nombreuses normes de « Haute qualité environnementale » (isolation thermique, récupération et recyclage des eaux pluviales, centrale solaire...).

### Tarification et financement

Logo de la ligne 7 du tramway pour Île-de-France Mobilités.

La tarification de la ligne est identique à celle en vigueur sur tout le réseau du tramway d'Île-de-France. Un ticket « bus-tram », qui remplace le ticket t+ au 1er janvier 2025, permet un trajet simple quelle que soit la distance, avec une ou plusieurs correspondances possibles avec les autres lignes de bus et de tramway pendant une durée maximale de 1 h 30 entre la première et dernière validation. En revanche, un ticket validé dans un bus ne permet pas d'emprunter le métro, ni le Transilien et le RER. Une exception existe à titre temporaire pour l'emprunt des T11 à T13, précédemment accessibles avec le billet origine-destination, où le ticket « métro-train-RER » est nécessaire.
Le financement du fonctionnement de la ligne (entretien, matériel et charges de personnel) est assuré par l'exploitant. Cependant, les tarifs des billets et abonnements dont le montant est limité par décision politique ne couvrent pas les frais réels de transport. Le manque à gagner est compensé par l'autorité organisatrice, Île-de-France Mobilités, présidée depuis 2005 par le président du Conseil régional d'Île-de-France et composé d'élus locaux. Elle définit les conditions générales d'exploitation ainsi que la durée et la fréquence des services. L'équilibre financier du fonctionnement est assuré par une dotation globale annuelle aux transporteurs de la région grâce au versement mobilité payé par les entreprises et aux contributions des collectivités publiques.

### Trafic

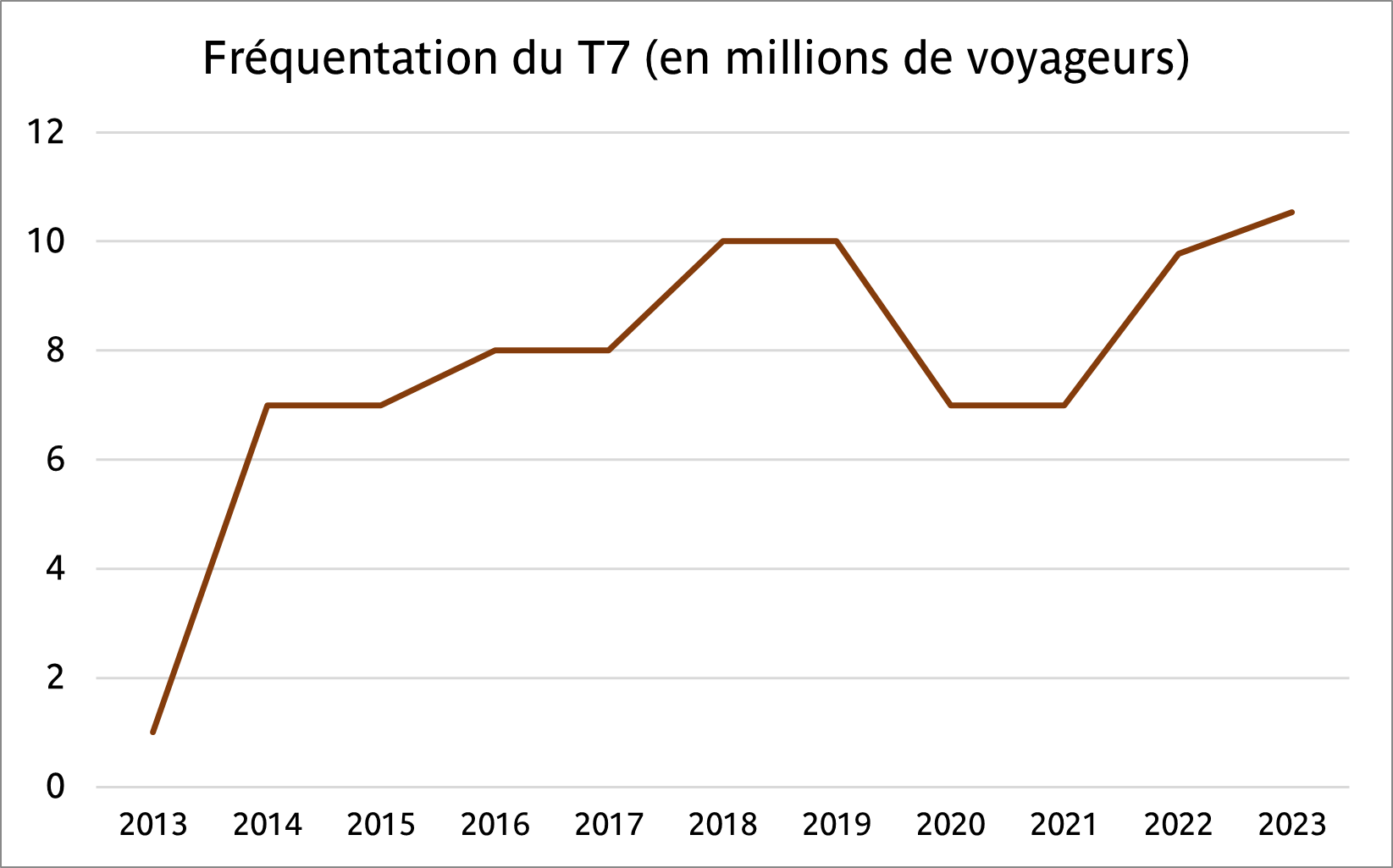
Fréquentation du T7.

En 2010, les estimations de trafic de la ligne de tramway T7 prévoient de transporter 36 000 voyageurs chaque jour, pour un total annuel de 9,7 millions de voyages. En janvier 2014, deux mois après sa mise en service, la ligne est fréquentée par 29 000 voyageurs par jour. Après un an de fonctionnement, le tramway T7 est emprunté quotidiennement par environ 23 000 voyageurs,.
| Années                            | 2013 | 2014 | 2015 | 2016 | 2017 | 2018 | 2019 | 2020 | 2021 | 2022 | 2023 |
| --------------------------------- | ---- | ---- | ---- | ---- | ---- | ---- | ---- | ---- | ---- | ---- | ---- |
| Nombre de voyageurs (en millions) | 1    | 7    | 7    | 8    | 8    | 10   | 10   | 7    | 7    | 10   | 11   |

## Projets

### Prolongement d'Athis-Mons à Juvisy

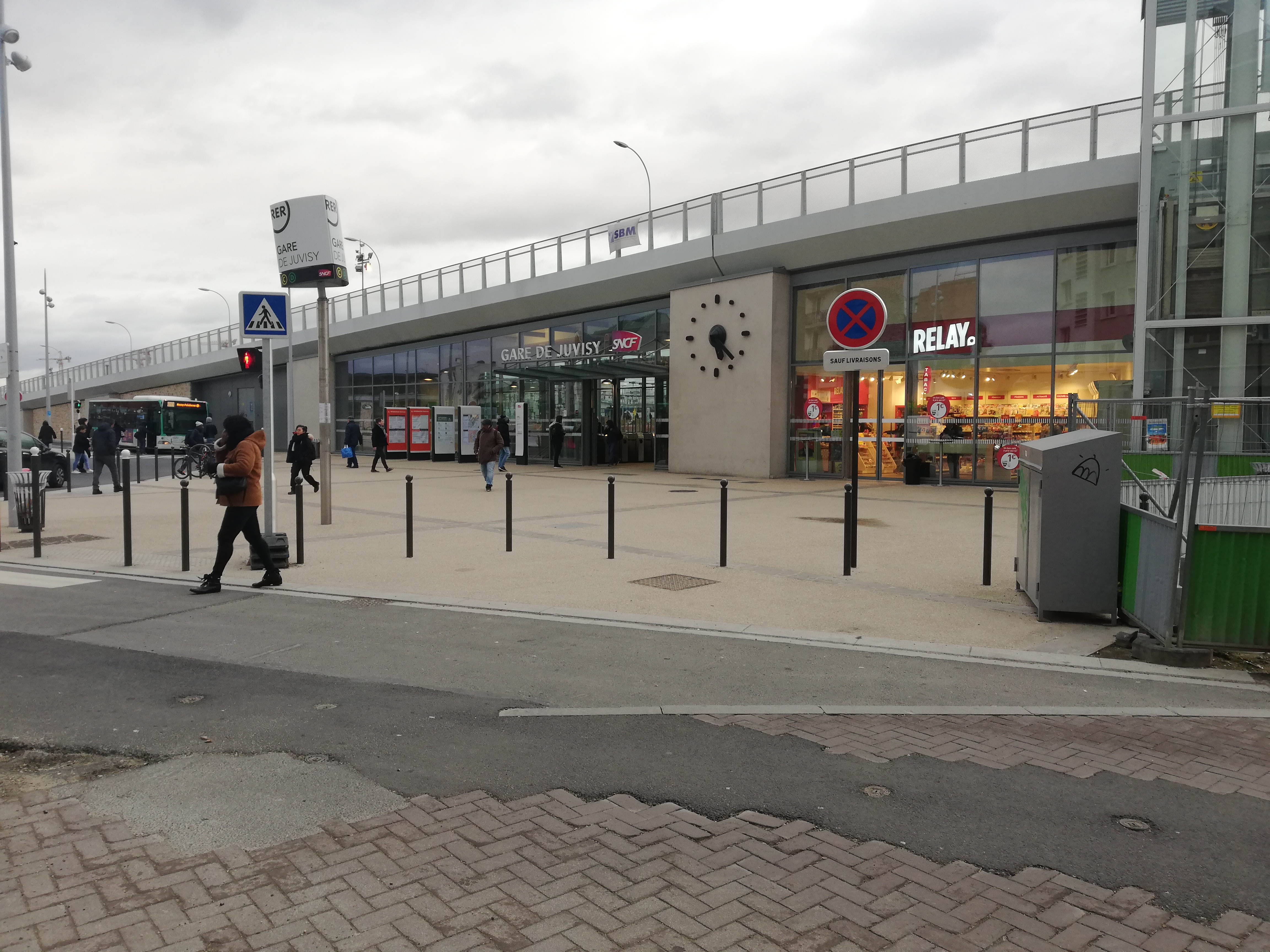
Gare de Juvisy (entrée ouest), en mai 2020, près de laquelle doit être établi le terminus sud du T7.

À l’horizon 2021, la ligne devait être prolongée sur 3,7 kilomètres (dont 900 mètres en souterrain) afin de permettre de rallier la gare de Juvisy en 13 minutes. Le démarrage des travaux était prévu fin 2016 pour une mise en service envisagée en 2021,. Toutefois, en 2019, les travaux n'ont pas débuté ni été financés.
C'est au début de 2023 que les premiers travaux au niveau de la RN7 débutent avec l'espoir de voir le chantier aboutir vers la mi-2030.

#### Historique
Le Conseil d'administration du STIF du 13 décembre 2006 a approuvé le dossier d'objectifs et de caractéristiques principales du tronçon Athis-Mons – Juvisy-sur-Orge, long de 3,8 km et comportant sept stations, qui permettra notamment d'assurer l'interconnexion avec les lignes C et D du RER et éventuellement avec les TGV de la LGV Paris Orléans Clermont-Ferrand Lyon ou ligne POCL.
En mai 2010, les élus UMP du département de l'Essonne proposent que la fin du tracé soit modifiée, afin de desservir Évry et Corbeil en longeant la RN 7, plutôt que la gare de Juvisy, en particulier en raison du coût et de la difficulté à réaliser un souterrain de huit cents mètres de long nécessaire à la desserte de la gare.
En mai 2011, le STIF indique que la convention de financement relative aux études, pour un montant de 3,16 M€, est en cours de signature.
En juillet 2012, le STIF approuve le schéma de principe de la ligne. L'enquête publique eut lieu du 21 mai au 22 juin 2013.
Le projet a été déclaré d'utilité publique en novembre 2013.
Au début de 2018, les travaux n'ont toujours pas commencé mais quelques propriétaires ont été expropriés.
En novembre 2019, le grand pôle intermodal de Juvisy est inauguré en l'absence du T7 dont les travaux sont toujours en suspens,.
En novembre 2021 se tient une réunion publique à Juvisy-sur-Orge, devant 400 personnes. Le projet est relancé, avec un démarrage des travaux sur la RN 7 en 2023, après des travaux des concessionnaires des réseaux durant le second semestre 2022.
Début 2023, le planning du prolongement est remis à jour et prévoit le démarrage des travaux concessionnaires en février 2023, des aménagements urbains autour de la RN7 en 2024 pour un lancement des travaux d’infrastructures et du nouveau tunnel à compter de 2025 en vue d'une mise en service en 2030. Les travaux préparatoires ont effectivement démarré en février 2023, avec les premiers travaux de comblement des passages souterrains de la RN7.

#### Interruption des travaux par la mairie de Juvisy et critiques du projet
L'interruption des travaux est due à une opposition de la municipalité de Juvisy, qui estime que les risques écologiques sont importants. Le tunnel de Juvisy sera creusé en tranchée ouverte, avant d'être recouverte. Pour la municipalité et l'association Projet alternatif de transport environnemental écologique et économique à Juvisy (PAT3EJ), le chantier va ravager le parc de la mairie. PAT3EJ estime que le chantier va dégager des dizaines de milliers de tonnes de CO2, est trop onéreux et propose plutôt un tracé suivant la N7 pour arriver à la gare côté Seine, l'idée d'un tracé alternatif étant également défendue par la mairie,. Le député Soyons Libres Robin Reda ajoute qu'il manque la moitié du financement et que le projet oblige à faire tomber une centaine d'arbres du parc de l'hôtel de ville et amène à la perte de 250 places de stationnement en centre-ville (un membre de PAT3EJ parle quant à lui de 200 places de stationnement). Reda propose à la place l'utilisation de busways, de bus à hydrogène, ou d'un tracé alternatif pour décongestionner la N7,,. Le maire LR Michel Perrimond ajoute aussi ses réserves en ce qui concerne le bâtiment déjà fragilisé de l'observatoire Camille Flammarion, situé sur le tracé prévu.
Du côté des défenseurs du projet, les associations d’usagers des transports en commun AUT-FNAUT Ile-de-France, SaDur (RER D) et CIRCULE (RER C en Essonne) estiment que le financement est tout à fait possible, qu’aucun autre tracé n'est meilleur et que l'utilisation d'un tunnel minimise les expropriations et le nombre d’arbres à replanter. Maryvonne Noël, vice-présidente de l'association Circule, estime que le projet doit aboutir selon le tracé prévu afin de capter toute la population qui y vit. La proposition de Robin Reda a également été critiquée par les défenseurs du projet. Jacques Picard (EELV) voit en la décision de Robin Reda un non-sens absolu et Christine Rodier (LR) réaffirma qu'elle va se battre afin que le projet aboutisse, les engagements ayant été déjà pris. Île-de-France Mobilités a défendu le passage en souterrain du tramway au niveau de l'Observatoire, afin d'apaiser les craintes autour de l'observatoire Camille-Flammarion, bâtiment jugé fragile. IdFM a également critiqué les propositions de tracés alternatifs par bus, notant non seulement la faible capacité de ce matériel comparée à celle du tramway, mais également qu'un bus à haut niveau de service nécessiterait plus d'espace que le tramway avec une liaison moins attractive puisque le bus ne dispose pas d'un site propre.
Le 18 novembre 2021, la maire de Juvisy Lamia Bensarsa Reda a organisé une réunion publique sur le prolongement de la ligne. Île-de-France Mobilités a présenté un nouveau calendrier concernant ce prolongement. Ce calendrier est ensuite mis à jour par Île-de-France Mobilités, :
- 2022 : dépôt des dossiers d'autorisation et lancement des marchés de travaux ;
- second semestre 2023 : démarrage des travaux sur la RN7 ;
- mi-2024 : démarrage des travaux au centre-ville de Juvisy ;
- 2025 : démarrage des travaux d'infrastructure de la ligne et du tunnel ;
- mi-2029 : début des essais sur le tronçon ;
- horizon 2031 : mise en service prévisionnelle.

Plusieurs craintes exprimées par des membres de la majorité sortante tels que Robin Reda ont été apaisées depuis. Ce dernier, par exemple, a indiqué : Nous avons affirmé, au moment des municipales comme des régionales, que nous étions prêts à reprendre le dialogue interrompu. Nous pouvons faire preuve d'esprit de responsabilité, si le maître d'ouvrage adopte les engagements nécessaires pour que les habitants de Juvisy ne soient pas pénalisés.

#### Tracé et stations
La ligne suivra l'axe de la RN 7, dont les « deux fois deux voies » seront maintenues, du centre commercial Carrefour d'Athis-Mons jusqu'à l'observatoire de Juvisy, où un ouvrage souterrain permettra à la ligne de rejoindre la rue Alexandre-Piver, puis l'allée Jean-Moulin et enfin l'avenue Honoré-d'Estienne-d'Orves pour gagner la gare de Juvisy, où l'emplacement de la station terminale, côté ouest de la gare, aura été conçu lors de la rénovation du pôle.
Ce prolongement desservira six nouvelles stations (noms des stations non définitifs) dont une enterrée. La station Observatoire sera située sous le parvis de l’observatoire de Juvisy-sur-Orge. Profonde de 17 mètres, elle sera aménagée sur deux niveaux.
|  |   |  | Station          | Lat/Long                    | Zone | Communes                        | Correspondances   |
|  | - |  | ---------------- | --------------------------- | ---- | ------------------------------- | ----------------- |
|  | • |  | Le Contin        | 48° 42′ 31″ N, 2° 22′ 17″ E | 4    | Athis-Mons, Paray-Vieille-Poste |                   |
|  | • |  | Stade Delaune    | 48° 42′ 14″ N, 2° 22′ 18″ E | 4    | Athis-Mons                      |                   |
|  | • |  | Pyramide         | 48° 41′ 54″ N, 2° 22′ 19″ E | 4    | Athis-Mons, Juvisy-sur-Orge     |                   |
|  | • |  | Observatoire     | 48° 41′ 33″ N, 2° 22′ 15″ E | 4    | Juvisy-sur-Orge                 |                   |
|  | • |  | Maréchal Leclerc | 48° 41′ 32″ N, 2° 22′ 33″ E | 4    | Juvisy-sur-Orge                 |                   |
|  | ■ |  | Juvisy-sur-Orge  | 48° 41′ 27″ N, 2° 22′ 55″ E | 4    | Juvisy-sur-Orge                 | (RER) · (C) · (D) |

#### Coût et financement
Le coût du prolongement du tramway sur le tronçon Athis-Mons – Juvisy-sur-Orge est estimé à 198 millions d'euros hors taxes (valeur juillet 2011) pour les infrastructures dont 153 millions d'euros pour les travaux, 29 millions pour les frais d’ingénierie et de 16 millions pour les acquisitions foncières. Le coût du matériel roulant est estimé à 29 millions d'euros pour 12 rames supplémentaires, financées à 100 % par le STIF. Le coût d’exploitation sera pris en charge également à 100 % par IDFM.

### 2026: Correspondance avec le Grand Paris Express
En juin 2024, un mois avant les Jeux olympiques d’été, a lieu la mise en service du prolongement de la ligne 14 au sud, jusqu'à l'Aéroport d'Orly, créant une correspondance à cette dernière station ainsi qu'à Chevilly-Larue.
En 2026, la section sud de la ligne 15 devrait entrer en service, permettant la correspondance avec le tramway T7 à la station Villejuif - Louis Aragon.
Enfin, en 2027, la ligne 18 devrait à son tour atteindre l'Aéroport d'Orly.
Dans le cadre du prolongement de la ligne 18 vers Boissy-Saint-Léger, une station de correspondance Paray-Vieille-Poste est envisagée à la station Le Contin.

## Lieux desservis

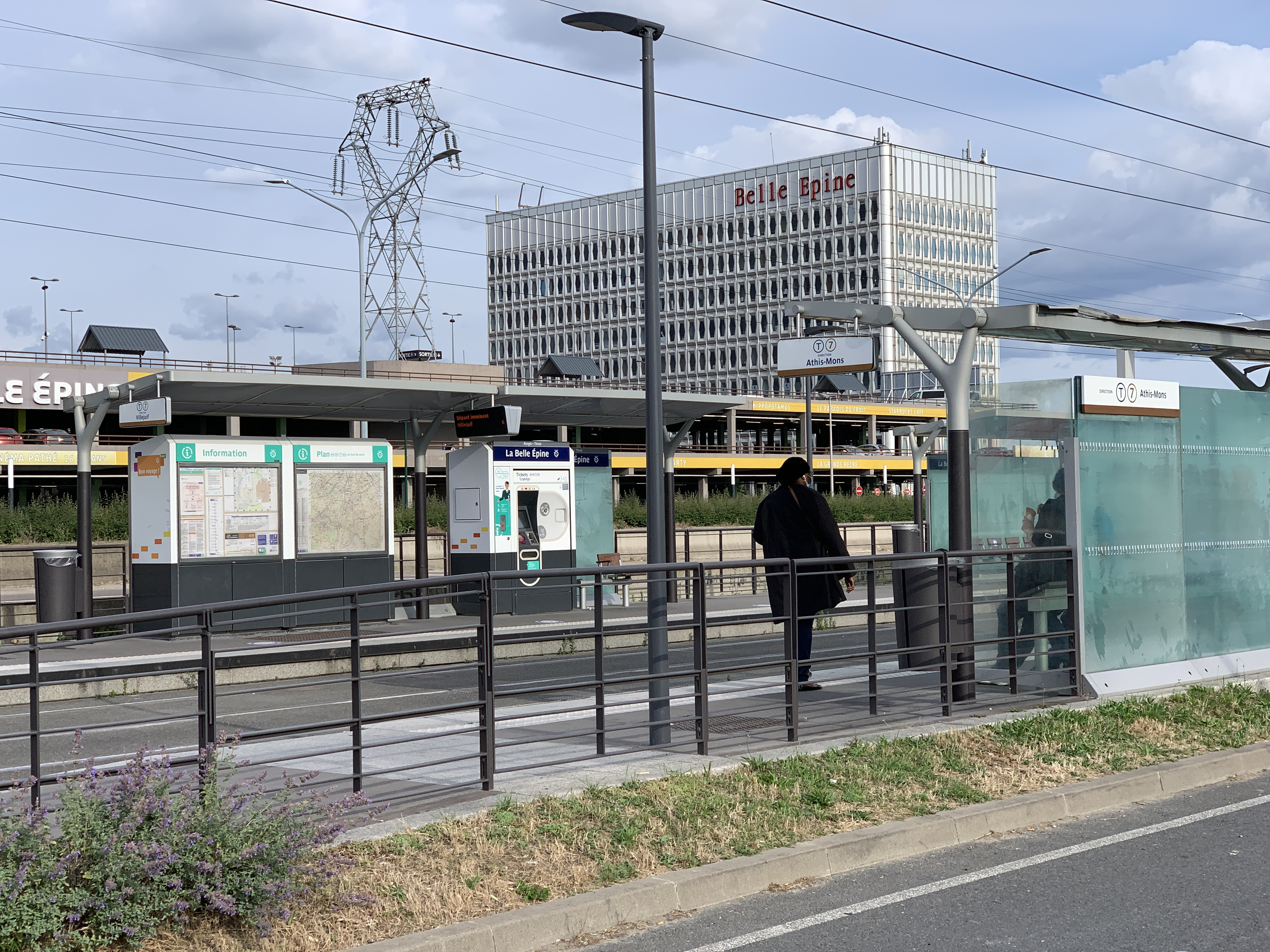
La station La Belle Épine en juin 2020 avec le centre commercial Belle Épine en arrière-plan.

La ligne T7 dessert, du nord au sud, les lieux suivants : 
- le centre commercial Villejuif 7 (station Lamartine) ;
- le cimetière parisien de Thiais (station Auguste Perret) ;
- le marché international de Rungis (station Chevilly-Larue) ;
- le centre commercial Belle Épine (station La Belle Épine) ;
- le parc de logistique urbaine Sogaris (station Place de la Logistique) ;
- le quartier d'OrlyTech (station Hélène Boucher) ;
- la compagnie aérienne cargo d'Orlyfret (station Caroline Aigle) ;
- l'aéroport d'Orly (station Aéroport d'Orly) ;
- le musée Delta et le centre commercial d'Athis-Mons (station Athis-Mons).